# Fresh Air
Fresh Air est une émission radiophonique américaine diffusée quotidiennement depuis 1975 sur la radio publique NPR. Animée depuis sa création par Terry Gross, l'émission est enregistrée et réalisée dans les studios de WHYY-FM, station NPR de l'agglomération de Philadelphie, en Pennsylvanie.

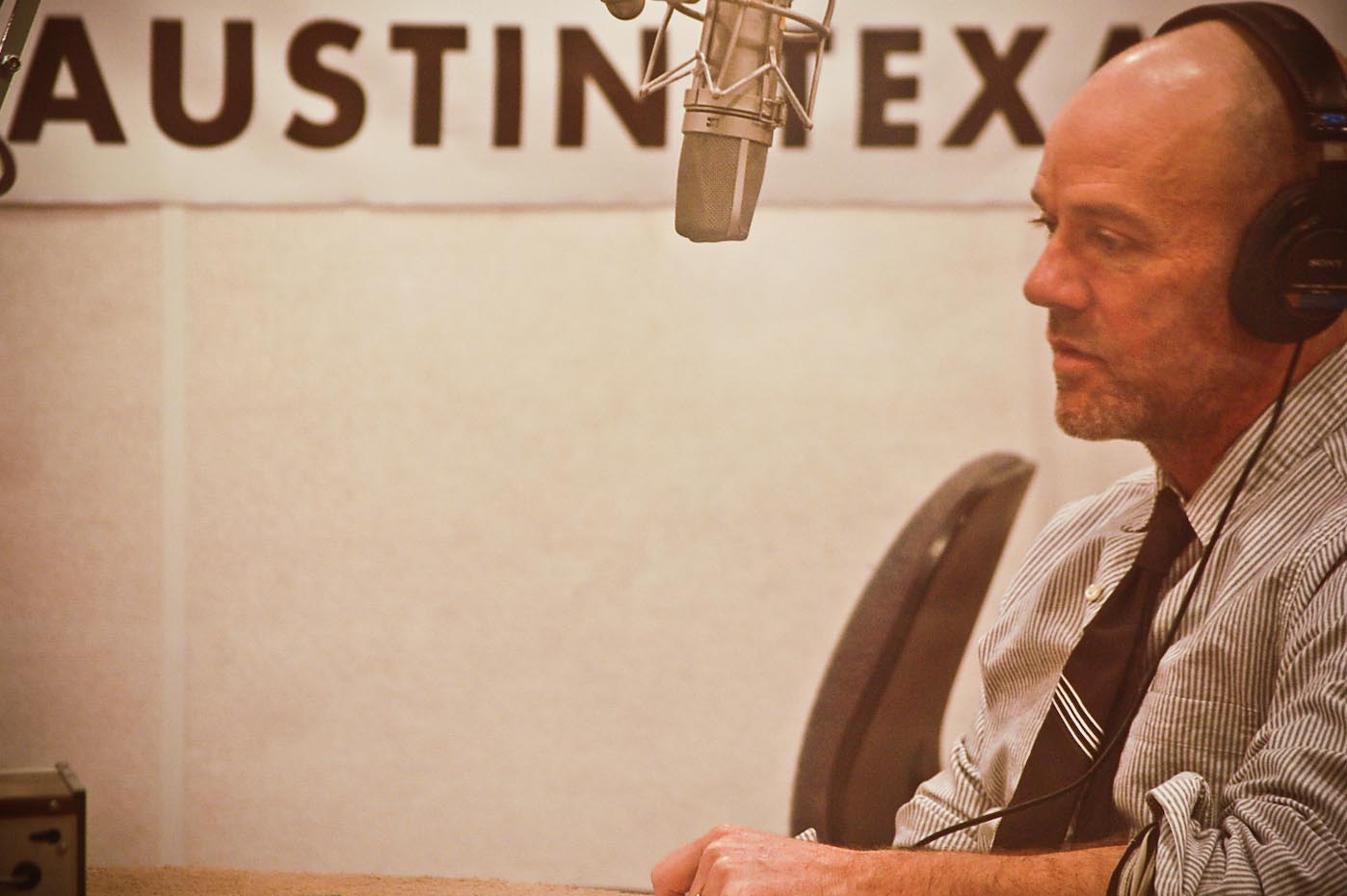
Fresh Air avec R.E.M.

Fresh Air est diffusée nationalement sur 450 stations du réseau NPR, et a une audience quotidienne d'environ 4,5 millions d'auditeurs. L'émission a été récompensée d'un Peabody Award en 1994.